# Chipaque (ort)
Chipaque är en ort i Colombia.   Den ligger i departementet Cundinamarca, i den centrala delen av landet, 19 km söder om huvudstaden Bogotá. Chipaque ligger 2 438 meter över havet och antalet invånare är 2 707.
Terrängen runt Chipaque är kuperad åt nordväst, men åt sydost är den bergig. Runt Chipaque är det ganska tätbefolkat, med 149 invånare per kvadratkilometer. Närmaste större samhälle är Bogotá, 19,0 km norr om Chipaque. I omgivningarna runt Chipaque växer i huvudsak städsegrön lövskog.